# John Merino
John Merino (1967 – 6 de septiembre de 2009) fue un coronel ecuatoriano y jefe de seguridad del Presidente Rafael Correa.
Después de coordinar la seguridad de eventos como la Unión de Naciones Suramericanas en la celebración del bicentenario de independencias de los estados sudamericanos, Merino fue promocionado a jefe de seguridad del presidente Rafael Correa en su segundo mandato.
El 10 de agosto de 2009 Merino fue ingresado en el hospital militar de Quito con problemas de gripe. Merino fue ingresado en la sala de cuidados intensivos cuando se descubrió que padecía el virus H1N1. Merino murió a la edad de 42 años el 6 de septiembre después de pasar 27 días en el hospital.